# Phuket Air
Phuket Air (Phuket Airlines Co. Ltd) fue una aerolínea basada en Bangkok, Tailandia. Operaba servicios aéreos internos y vuelos chárter internacionales. Su base principal era el Aeropuerto Internacional de Phuket. La Unión Europea suspendió temporalmente a Phuket Air, mencionando su preocupación sobre la seguridad (BBC News). Tras ello la compañía dejó de ser solicitada por los viajeros y fue demandada en varias ocasiones, por lo que dejó de volar. Actualmente se dedica a la subcontratación de personal y equipos a otras aerolíneas.
En la actualidad está incluida en a Lista negra de compañías aéreas de la Unión Europea, lista que estableció a partir de marzo de 2006, que indica cuáles son las compañías aéreas prohibidas para volar por motivos técnicos en el espacio aéreo de la Unión.

## Códigos
- Código IATA: 9R
- Código OACI: VAP
- Llamada: Phuket Air

## Historia
La aerolínea se creó en 1999 e inició operaciones el 19 de diciembre de 2001 con dos aviones Boeing 737-200 comprados a Garuda Indonesia. Su único propietario es Angkana Abhivantanapom. En un vuelo a destino de Francia, los pasajeros afirmaron haber visto fuego en una de las máquinas del avión Boeing 747-200 en el que volaban. Dado que la empresa dejó el incidente sin aclarar, el gobierno francés prohibió los vuelos de la aerolínea en territorio francés. Luego de este incidente, otro 747 debió quedarse en tierra en el Aeropuerto Internacional de Incheon por una disputa con una empresa local. La empresa intentó volar el avión sin permiso pero éste fue finalmente retenido y la empresa debió saldar cuentas pendientes por $230,000. Al tenerse noticia sobre estos incidentes los pasajeros dejaron de volar con la empresa, la cual finalmente dejó de volar.

## Servicios
Hasta mayo de 2005, Phuket Air operaba los siguientes servicios:
- Vuelos internos hacia: Buri Ram, Chiang Mai, Bangkok, Hat Yai, Krabi, Mae Sot, Phuket, Ranong y Udon Thani.

- Vuelos internacionales hacia: Chittagong, Dubái, Londres y Rangún.

## Flota
En diciembre de 2010, la flota de Phuket Air consistía de los siguientes aviones:
- 1 Boeing 747-300

La edad media de la flota en diciembre de 2010 era de 27,3 años.